# Alexandre Lamache
Alexandre Eugène Lamache, né le 30 mars 1894 à Isigny (Manche) et mort le 14 janvier 1978 à Rennes, est un psychiatre et neurologue français.

## Biographie
Ancien élève d'Henri Claude, il est connu pour ses recherches en histologie et pour ses découvertes concernant la physiopathologie du liquide céphalo-rachidien. Il a exercé au Centre hospitalier Sainte-Anne.
Interne des hôpitaux psychiatriques de la Seine et de l'infirmerie spéciale du dépôt (1923-1926), interne de la Clinique des Maladies mentales de la faculté de Médecine de Paris (1935-1926), A. Lamache est docteur en médecine, prix de thèse, lauréat de la Faculté de Médecine de Paris en 1926. Il mène ensuite de front sa carrière de praticien hospitalier et une carrière universitaire.
Nommé médecin suppléant des hôpitaux de Rennes en 1929, il est promu chef du service des Enfants assistés à l'hôpital de Rennes en 1937 et devient en 1939 chef du service de Médecine Générale, puis, en 1943, chef du service de Neurologie du même hôpital de Rennes au centre de Pontchaillou. Il intervient alors comme médecin du centre anti-cancéreux auprès de son directeur, le professeur Eugène Marquis. Après la guerre et l'extension des hôpitaux de Rennes, A. Lamache prend la direction du service de Clinique Médicale A.
Chef de clinique psychiatrique à la faculté de Médecine de Paris, il est nommé sur concours en novembre 1929 professeur suppléant de clinique médicale à l’École de plein exercice de Médecine de Rennes , puis professeur titulaire de la chaire d'histologie en 1933 .
Outre ses activités de médecin consultant, de chef de service à l'hôpital, de professeur à l'École de Médecine, A. Lamache assume diverses responsabilités à Rennes et en Bretagne. Il est expert psychiatre auprès des tribunaux , médecin de la prison de Rennes , président de la commission médicale du Comité Départemental d'orientation professionnelle d'Ille-et-Vilaine , directeur du centre régional d'éducation sanitaire à Rennes.
Doyen de la Faculté de médecine de Rennes, il est membre de l'Académie de médecine. 
Avec son confrère le docteur P. H. Davost et en prenant appui sur les travaux d'Albert Burloud, professeur de psychologie à la Faculté des Lettres de Rennes, il milite dans le courant des années 1950 pour l'introduction dans les études de médecine d'un enseignement de Psychologie médicale .
Entre 1957 et 1964, il dirige une quinzaine de thèses et préside plus de 40 jurys de soutenance de thèse de doctorat en médecine .

## Distinctions et hommages
- Officier de la Légion d'honneur
- Croix de guerre 1914–1918 (en 1960).
- La Ville de Rennes, par une délibération du 4 mai 1981, a donné le nom Allée Doyen Alexandre Lamache à une voie du quartier Saint-Laurent, au Nord-est de l'agglomération [10].

## Publications et communications
- Études sur la tension du liquide céphalorachidien, Ed. Louis Arnette, 1926.
- Hyperglycémie adrénalinique et hyperexcitabilité sympathique, par René-Jacques Targowla, Alexandre Lamache, P. Bailey, Société française d'imprimerie, 1926.
- Les Variations de la tension veineuse au cours des psychopathies, par René-Jacques Targowla, Henri Claude et Alexandre Lamache, 1926.
- Sur une variété de confusion mentale au cours de tumeurs cérébrales. Effet de l'injection hypertonique sur la tension ventriculaire, par MM. Henri Claude, Henri Baruk et Alexandre Lamache, 1927.
- La Circulation rétinienne. Intérêt de son étude en neuropsychiatrie, par Alexandre Lamache, Henri Claude et J. Dubar, 1928.
- Tension veineuse rétinienne. Stasc papillaire. Circulation cérébrale, par Alexandre Lamache et J. Dubar, 1929.
- Le Mentisme, Alexandre Lamache, Georges Heuyer, 1930.
- Le Syndrome biologique des états mélancoliques, par René-Jacques Targowla et Alexandre Lamache, 1933.
- Préface de l'ouvrage de Roland Dalbiez, L'angoisse de Luther, Paris, Téqui, 1974, 358 p.